# El páramo (pel·lícula de 2011)
El páramo és una pel·lícula de terror colombiana de 2011 dirigida i escrita per Jaime Osorio Márquez i protagonitzada per Juan David Restrepo, Alejandro Aguilar, Mauricio Navas i Julio Cèsar València. Narra la història d'un comando de l'exèrcit que és enviat a una base en un llunyà erm trobant-se amb fenòmens, que no necessàriament són sobrenaturals. La cinta va ser presentada en el Fantastic Fest als Estats Units en 2011 i al Festival Internacional de Cinema Fantàstic de Catalunya el mateix any.

## Argument
Un comando militar d'alta muntanya és enviat a un desolat erm a investigar una base que ha perdut tot contacte. En arribar troben a una estranya dona encadenada i cap vestigi dels soldats que es trobaven en la base. En transcórrer les hores els soldats comencen a perdre la raó, sense motiu aparent.

## Repartiment
- Juan David Restrepo
- Alejandro Aguilar
- Mauricio Navas
- Julio César Valencia
- Mateo Stivelberg
- Nelson Camayo
- Andrés Castañeda
- Juan Pablo Barragán
- Daniela Catz
- Andrés Felipe Torres

## Recepció
La recepció crítica de El páramo ha estat mixta. Geeks of Doom va escriure "Per a alguns, El páramo impressionarà pel seu drama psicològic i tens. Per a d'altres, no complirà la seva interessant premissa. És un thriller polit i ben elaborat, però no és tot això. En qualsevol cas, el debut cinematogràfic de Márquez significa un futur prometedor per al cineasta colombià." Bloody Disgusting ha maldat la pel·lícula en conjunt, afirmant que la idea havia promès i que buscarien futures pel·lícules de Jaime Osorio Márquez, però que la pel·lícula no va estar a l'altura del seu potencial i que algunes idees, concretament el personatge de la "bruixa", podrien tenir s'ha utilitzat millor.

## Premis
Fou guardonada amb el Premi Ciutadà Kane a la direcció revelació al XLIV Festival Internacional de Cinema Fantàstic de Catalunya.